# Mauro Zironelli
Mauro Zironelli (Thiene, 21 gennaio 1970) è un allenatore di calcio ed ex calciatore italiano, di ruolo centrocampista, tecnico del Cjarlins Muzane.

## Carriera

### Giocatore
La sua prima squadra professionistica è stata il L.R. Vicenza, in Serie C1. Rimane in Veneto fino al 1989, quando viene acquistato dalla Fiorentina che gli fa disputare diverse partite in Serie A e in Coppa UEFA, giocando in maglia viola anche uno spezzone nella finale persa contro la Juventus nel maggio 1990.
In seguito gioca una stagione al Pescara, in Serie B, e poi una ancora a Vicenza in Serie C1. Nel 1992 torna di nuovo a Pescara collezionando 10 partite in Serie A, mentre nella stagione successiva fa ritorno a Firenze, stavolta in cadetteria dove gioca 20 incontri segnando un gol.
Nella Serie B 1994-1995 gioca nel Chievo, mentre l'anno seguente viene venduto al Venezia, dove dopo tre stagioni di cadetteria conquista nuovamente la promozione in Serie A (in massima serie scenderà in campo 6 volte). Nel 1999 fa poi ritorno a Chievo dove milita per due stagioni di Serie B.
Nel 2001 è nel Modena che domina il campionato di Serie C1 e vince pure la Supercoppa di Serie C. L'anno seguente vince il suo quinto campionato in carriera, che arriva a conclusione nella sua Thiene, in Serie C2, e nel Montecchio.

### Allenatore
Appese le scarpette al chiodo, inizia a lavorare nei settori giovanili dapprima del Vicenza e poi del Bassano Virtus.
Nel novembre 2012 diventa l'allenatore dell'Abano, nel campionato veneto di Eccellenza, subentrando a Filippo Maniero. Al termine del campionato passa ad allenare la Sacilese, terminando la prima stagione in Serie D al terzo posto. Nel febbraio 2015, all'indomani della sconfitta casalinga contro il Montebelluna (1-2), ha rassegnato le dimissioni da tecnico dei friulani.
Nell'estate seguente diventa l'allenatore dell'AltoVicentino, subentrando a Diego Zanin, e piazzandosi secondo al termine della stagione. L'anno successivo diviene l'allenatore del Mestre che il 23 aprile 2017, con due giornate di anticipo, conduce alla promozione in Serie C.
Nel luglio 2018 è inizialmente chiamato ad allenare il Bari, militante in Serie B subentrando a Fabio Grosso. Tuttavia dopo pochi giorni dall'inizio del ritiro precampionato e senza aver ancora ratificato un contratto con la società presieduta da Cosmo Giancaspro, la sopraggiunta esclusione del club pugliese dal campionato (seguita dopo alcuni mesi dal fallimento) lascia libero Zironelli; sicché il successivo 15 agosto il tecnico si accorda con la Juventus U23, la neonata seconda squadra bianconera militante nel campionato di C, guidandola alla salvezza nella stagione 2018-2019.
Frattanto il 3 ottobre 2018 ottiene inoltre l'abilitazione ad allenatore di Prima Categoria.
Il 18 giugno 2019, dopo avere risolto il contratto con la società juventina, si accorda con il Modena, club dove aveva militato tra il 2001 e il 2002, e ripescato in Serie C. Tuttavia rimane in Emilia solo pochi mesi, poiché il successivo 25 novembre, con la formazione gialloblù impantanata a centro classifica, viene esonerato e sostituito da Michele Mignani.
Il 28 ottobre 2020 subentra sulla panchina della Sambenedettese, nel campionato di C, rilevando l'esonerato Paolo Montero. L'8 febbraio 2021, all'indomani del pareggio interno contro il Fano, rassegna le proprie dimissioni, con la squadra al quinto posto in classifica. Il 21 giugno dello stesso anno viene ingaggiato dal Lecco. Il 25 novembre 2021, dopo alcuni risultati deludenti, risolve consensualmente il contratto con la società bluceleste.
Per la stagione seguente passa ad allenare la Luparense, in Serie D. Nel corso del campionato, il 19 dicembre 2022 viene inizialmente esonerato, venendo tuttavia richiamato in panchina il 27 dello stesso mese. Il 7 novembre 2023 subentra sulla panchina del San Marzano, squadra campana di Serie D, sostituendo l'esonerato Domenico Giampà. 
Nell'estate 2024 passa ad allenare il Cjarlins Muzane, club friulano ripescato in Serie D.

## Statistiche

### Statistiche da allenatore
Statistiche aggiornate al 22 dicembre 2024.
| Stagione            | Squadra         | Campionato      | Campionato | Campionato | Campionato | Campionato | Coppe nazionali | Coppe nazionali | Coppe nazionali | Coppe nazionali | Coppe nazionali | Coppe continentali | Coppe continentali | Coppe continentali | Coppe continentali | Coppe continentali | Altre coppe | Altre coppe | Altre coppe | Altre coppe | Altre coppe | Totale | Totale | Totale | Totale | % Vittorie | Piazzamento     |
| Stagione            | Squadra         | Comp            | G          | V          | N          | P          | Comp            | G               | V               | N               | P               | Comp               | G                  | V                  | N                  | P                  | Comp        | G           | V           | N           | P           | G      | V      | N      | P      | %          | Piazzamento     |
| ------------------- | --------------- | --------------- | ---------- | ---------- | ---------- | ---------- | --------------- | --------------- | --------------- | --------------- | --------------- | ------------------ | ------------------ | ------------------ | ------------------ | ------------------ | ----------- | ----------- | ----------- | ----------- | ----------- | ------ | ------ | ------ | ------ | ---------- | --------------- |
| nov. 2012-2013      | Abano           | Ecc.            | 22         | 8          | 5          | 9          | CI-Ecc.         | 2               | 0               | 1               | 1               | -                  | -                  | -                  | -                  | -                  | -           | -           | -           | -           | -           | 24     | 8      | 6      | 10     | 33,33      | Sub., 11º       |
| 2013-2014           | Sacilese        | D               | 34+2       | 19+2       | 9          | 6          | CI-D            | 1               | 0               | 1               | 0               | -                  | -                  | -                  | -                  | -                  | -           | -           | -           | -           | -           | 37     | 21     | 10     | 6      | 56,76      | 3º              |
| 2014-feb. 2015      | Sacilese        | D               | 23         | 11         | 7          | 5          | CI-D            | 2               | 1               | 0               | 1               | -                  | -                  | -                  | -                  | -                  | -           | -           | -           | -           | -           | 25     | 12     | 7      | 6      | 48,00      | Dimiss.         |
| Totale Sacilese     | Totale Sacilese | Totale Sacilese | 59         | 32         | 16         | 11         |                 | 3               | 1               | 1               | 1               |                    |                    |                    |                    |                    |             |             |             |             |             | 62     | 33     | 17     | 12     | 53,23      |                 |
| 2015-2016           | AltoVicentino   | D               | 38+1       | 23         | 8          | 7+1        | CI+CI-D         | 1+4             | 0+2             | 0+1             | 1+1             | -                  | -                  | -                  | -                  | -                  | -           | -           | -           | -           | -           | 44     | 25     | 9      | 10     | 56,82      | 2º              |
| 2016-2017           | Mestre          | D               | 34+2       | 25+1       | 5          | 4+1        | CI-D            | 1               | 0               | 1               | 0               | -                  | -                  | -                  | -                  | -                  | -           | -           | -           | -           | -           | 37     | 26     | 6      | 5      | 70,27      | 1º (prom.)      |
| 2017-2018           | Mestre          | C               | 34+1       | 12         | 10+1       | 12         | CI-C            | 2               | 1               | 0               | 1               | -                  | -                  | -                  | -                  | -                  | -           | -           | -           | -           | -           | 37     | 13     | 11     | 13     | 35,14      | 10º             |
| Totale Mestre       | Totale Mestre   | Totale Mestre   | 71         | 38         | 16         | 17         |                 | 3               | 1               | 1               | 1               |                    |                    |                    |                    |                    |             |             |             |             |             | 74     | 39     | 17     | 18     | 52,70      |                 |
| 2018-2019           | Juventus U23    | C               | 37         | 12         | 6          | 19         | CI-C            | 2               | 1               | 1               | 0               | -                  | -                  | -                  | -                  | -                  | -           | -           | -           | -           | -           | 39     | 13     | 7      | 19     | 33,33      | 12º             |
| lug.-nov. 2019      | Modena          | C               | 16         | 5          | 5          | 6          | CI-C            | 2               | 0               | 1               | 1               | -                  | -                  | -                  | -                  | -                  | -           | -           | -           | -           | -           | 18     | 5      | 6      | 7      | 27,78      | Eson.           |
| ott. 2020-feb. 2021 | Sambenedettese  | C               | 16         | 7          | 5          | 4          | CI              | -               | -               | -               | -               | -                  | -                  | -                  | -                  | -                  | -           | -           | -           | -           | -           | 16     | 7      | 5      | 4      | 43,75      | Sub., Dimiss.   |
| lug.-nov. 2021      | Lecco           | C               | 15         | 5          | 2          | 8          | CI-C            | 1               | 0               | 0               | 1               | -                  | -                  | -                  | -                  | -                  | -           | -           | -           | -           | -           | 16     | 5      | 2      | 9      | 31,25      | Risol.          |
| 2022-2023           | Luparense       | D               | 33+2       | 13+1       | 14+1       | 6          | CI-D            | 1               | 0               | 0               | 1               | -                  | -                  | -                  | -                  | -                  | -           | -           | -           | -           | -           | 36     | 14     | 15     | 7      | 38,89      | Eson., Sub., 5º |
| nov. 2023-2024      | San Marzano     | D               | 24         | 8          | 7          | 9          | CI-D            | -               | -               | -               | -               | -                  | -                  | -                  | -                  | -                  | -           | -           | -           | -           | -           | 24     | 8      | 7      | 9      | 33,33      | Sub., 10º       |
| 2024-2025           | Cjarlins Muzane | D               | 19         | 8          | 4          | 7          | CI-D            | 6               | 4               | 2               | 0               | -                  | -                  | -                  | -                  | -                  | -           | -           | -           | -           | -           | 25     | 12     | 6      | 7      | 48,00      |                 |
| Totale carriera     | Totale carriera | Totale carriera | 353        | 160        | 89         | 104        |                 | 25              | 9               | 8               | 8               |                    |                    |                    |                    |                    |             |             |             |             |             | 378    | 169    | 97     | 112    | 44,71      |                 |

## Palmarès

### Giocatore

#### Club

##### Competizioni giovanili
- Torneo di Viareggio: 1

Fiorentina: 1988

##### Competizioni nazionali
- Campionato italiano di Serie B: 1

Fiorentina: 1993-1994
- Campionato italiano Serie C1: 1

Modena: 2000-2001 (girone A)
- Supercoppa di Lega di Serie C: 1

Modena: 2001

### Allenatore

#### Club
- Campionato italiano Serie D: 1

Mestre: 2016-2017 (girone C)

#### Individuale
- Miglior allenatore della Serie D: 1

2016-2017